# Мокеле-Мбембе
Мокеле-Мбембе е същество от легендите и фолклора на народите от долината на Конго. Името му на езика на местните означава „този, който спира реките“. В местния фолклор Мокеле-мбембе е описван както като живо същество, така и като дух, който се разхожда вечер край реките.

## История на търсенията
Няколко експедиции са поемали към джунглите на Конго, за да търсят „звяра“, но нито една не е представила доказателство за съществуването на Мокеле-Мбебме.

### Бонавантюр (1776)
Първите съобщения за Мокеле-Мбембе са от дневника на френския мисионер Ливайн Бонавантюр (Lievain Bonaventure), който докладва, че е видял големи следи, които според него трябва да са оставени от много голямо животно.

### Павел Грац (1909)
През 1909 година лейт. Павел Грац дава описание на създание, което местните наричали „Nsanga“. Той самият го описва като завропод, като това са най-ранните сведения за Мокеле-Мбембе.

### Хакенбек (1909)
Ловецът Карл Хакенберг съобщава през 1909 за Мокеле-Мбембе. Той събрал местни легенди за полуслон-полудракон, който живеел в джунглите и убивал слонове с големия си рог. Хакенбек дава интервюта за вестници в Европа и Северна Америка, като подробно разказва легендата за Мокеле-Мбембе, но не твърди, че е виждал чудовището.

### Смит (1927)
През 1927 британецът Алфред А. Смит разказва за митовете и легендите на хората от Конго, които твърдели, че в джунглите има гигантско същество, което те наричат „jago-nini“ или „amali“. Смит предполага, че тези легенди се отнасят за Мокеле-Мбембе. Неговите наблюдения също се ограничават до големи стъпки и прекършени палми в долината на Конго.

## Съществуване
Няма доказателства за съществуването на Мокеле-Мбембе. Някои изследователи смятат, че Мокеле-Мбембе всъщност е носорог.